# Biernes by
Biernes by er en børnefilm fra 2004 instrueret af Laila Hodell og Bertel Torne Olsen efter deres eget manuskript.

## Handling
Oliver på seks år, hans venner og biavleren fortæller om årets gang hos honningbierne, og kameraet følger biernes fantastiske liv helt tæt, fra den lysende blomstrende natur til det velorganiserede hemmelige liv i kubens mørke. Bidronningen kommer ud fra byen én gang i sit liv for at parre sig, så hun derefter kan lægge æg og æg og æg. Man ser larver, ammebier, rengøringsbier, byggebier, svirrebier, samlerbier og dansebier. Og hannerne, dronerne. Bier lever af blomsternes søde saft og blomsterstøv og er hele tiden på jagt efter nye blomster. Mens de samler nektar og pollen, bestøver de også blomsterne, så der dannes frø og frugter. 1000 blomster skal de besøge for at bære blot en dråbe hjem til byen. For bierne har det været sådan i mange, mange millioner år.